# Stazione di Fukuroi
La stazione di Fukuroi (袋井駅 Fukuroi-eki?) è la principale stazione ferroviaria della città di Fukuroi, nella prefettura di Shizuoka in Giappone. La stazione è servita dalla linea principale Tōkaidō della JR Central.

## Linee
JR Central
■ Linea principale Tōkaidō

## Caratteristiche

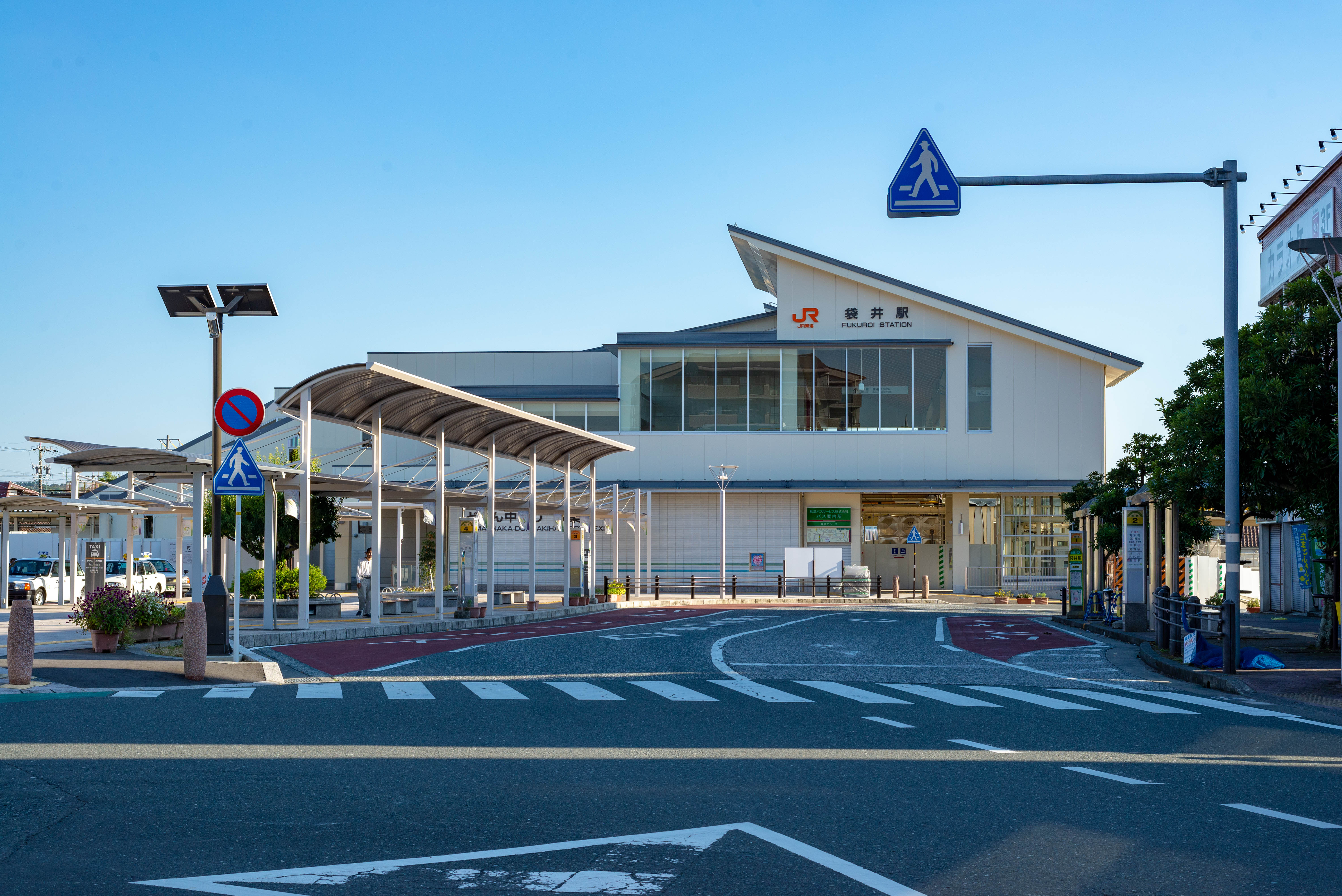
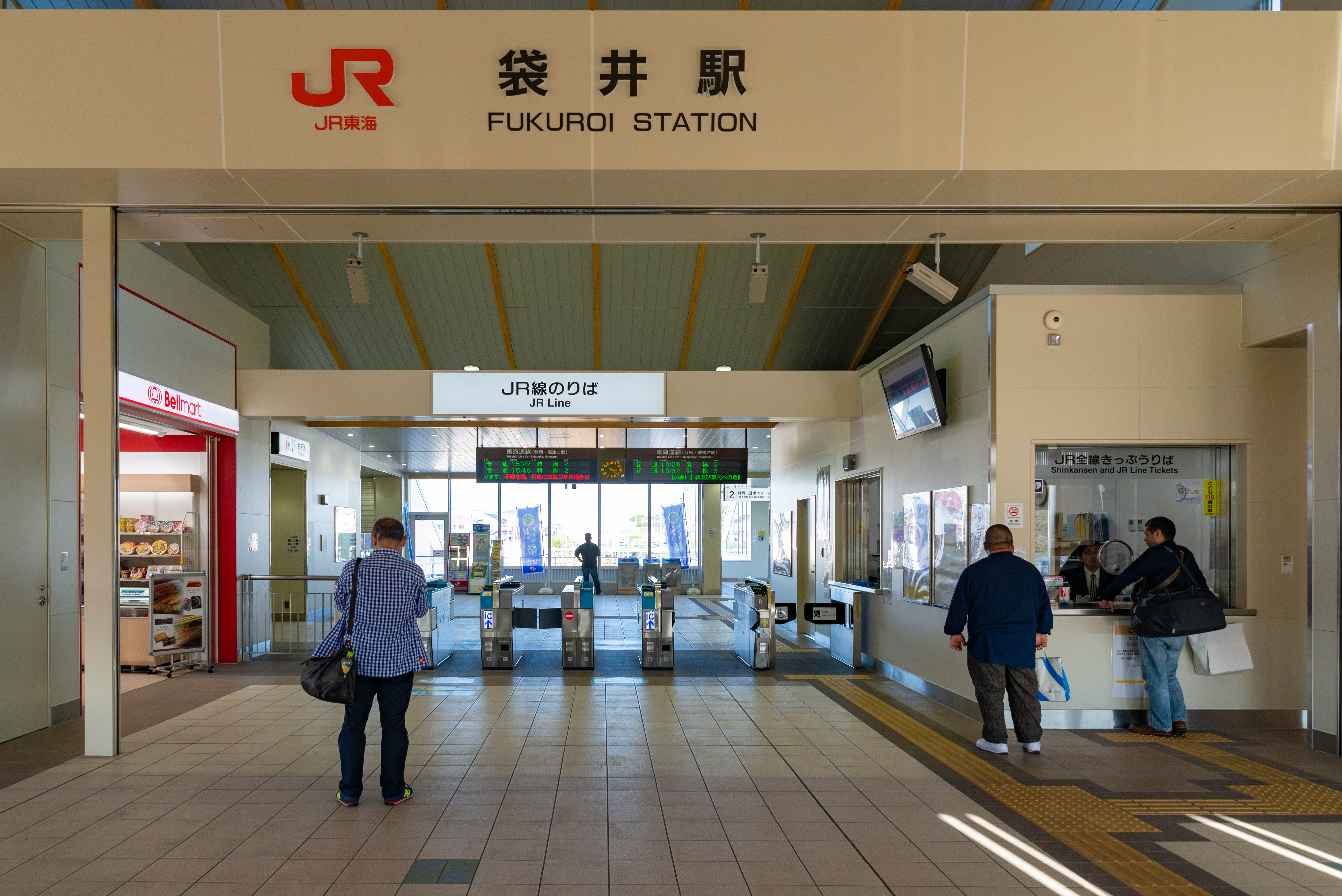

La stazione di Fukuroi possiede due marciapiedi laterali e due a isola serventi quattro binari in superficie, ed è dotata di tornelli automatici di accesso ai binari che supportano la tariffazione elettronica TOICA. I due binari interni sono quelli di corsa, utilizzati dai treni, mentre i due esterni, in deviata, fungono da binari di servizio.
| 1 | Binario di servizio        |                                       |
| 2 | ■ Linea principale Tōkaidō | per Shizuoka, Atami, Yokohama e Tokyo |
| 3 | ■ Linea principale Tōkaidō | per Kakegawa, Hamamatsu e Toyohashi   |
| 4 | Binario di servizio        |                                       |

## Stazioni adiacenti
| «                                     | Servizio                              | »                                     |
| Linea principale Tōkaidō (JR Central) | Linea principale Tōkaidō (JR Central) | Linea principale Tōkaidō (JR Central) |
| ------------------------------------- | ------------------------------------- | ------------------------------------- |
| Aino                                  | Locale                                | Iwata                                 |
| Kakegawa                              | Homeliner                             | Iwata                                 |